# Thymus mastigophorus
Thymus mastigophorus là một loài thực vật có hoa trong họ Hoa môi. Loài này được Lacaita miêu tả khoa học đầu tiên năm 1930.